# 科利爾斯伍德
科利爾斯伍德（Colliers Wood）是英國倫敦西南的一個地區，位於默頓倫敦自治市。科利爾斯伍德是一個以住宅為主的地區，由一條繁華的商業街分為兩個地區，有兩個大的購物中心。2011年，科利爾斯伍德有人口10,712人。